# Bataille de Lule-Burgas
Première guerre balkanique
La bataille de Lule-Burgas s'est déroulée du 29 octobre au 2 novembre 1912 durant la première guerre balkanique et a opposé l'armée du royaume de Bulgarie à celle de l'Empire ottoman. Elle s'est terminée par la victoire des Bulgares qui ont forcé les Turcs à battre en retraite jusqu'à Çatalca, à 25 kilomètres d'Istanbul, capitale de l'empire. C'est la plus importante bataille à s'être livrée en Europe entre la guerre franco-prussienne de 1870 et la Première Guerre mondiale.

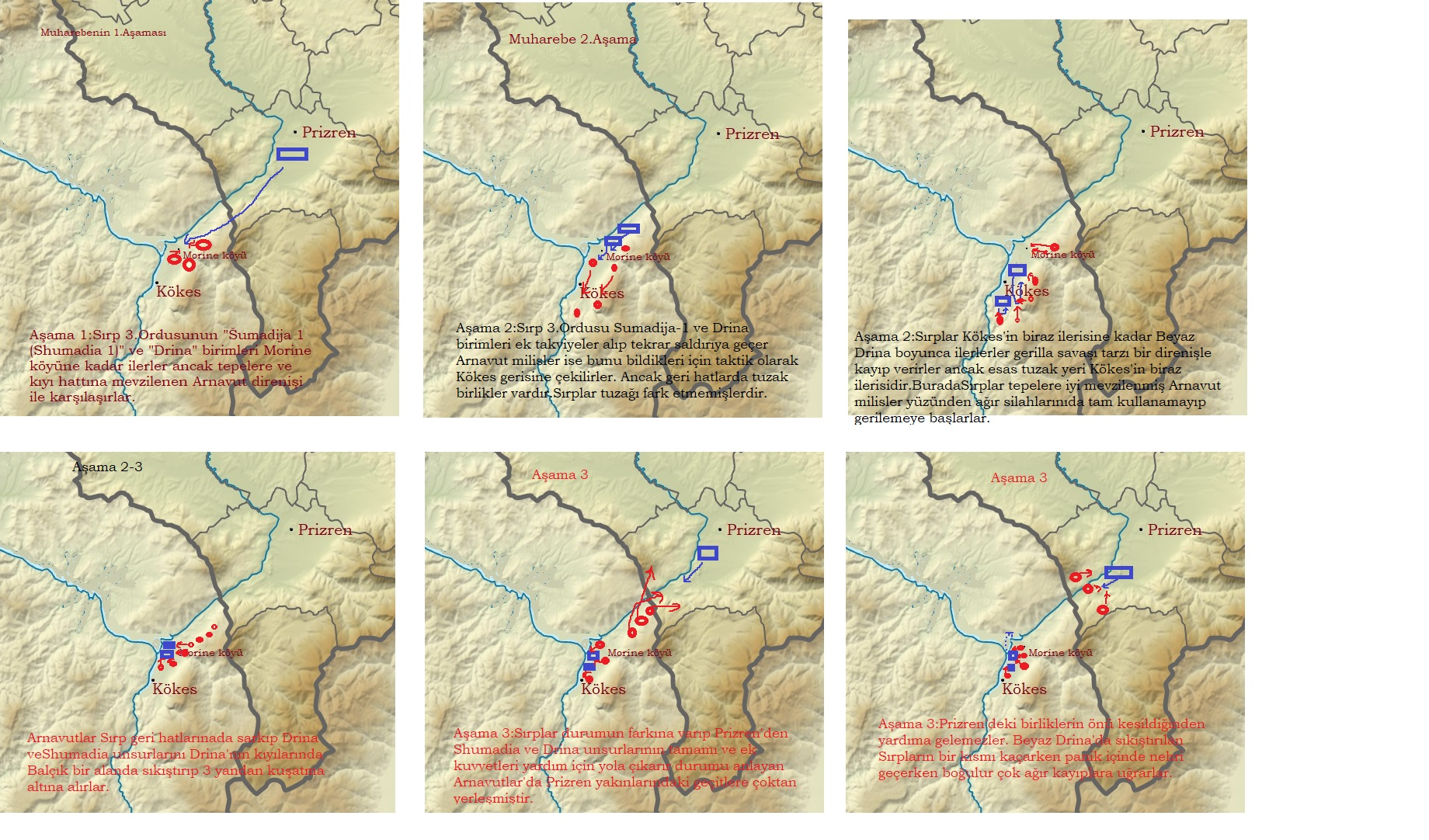
Les phases de la bataille.
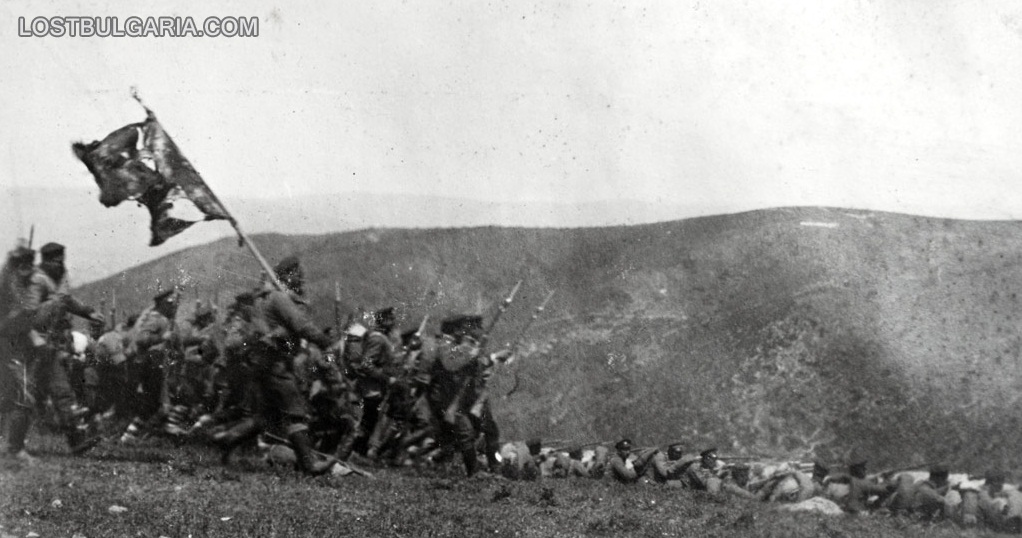
Avancée à la baïonnette des troupes bulgares.
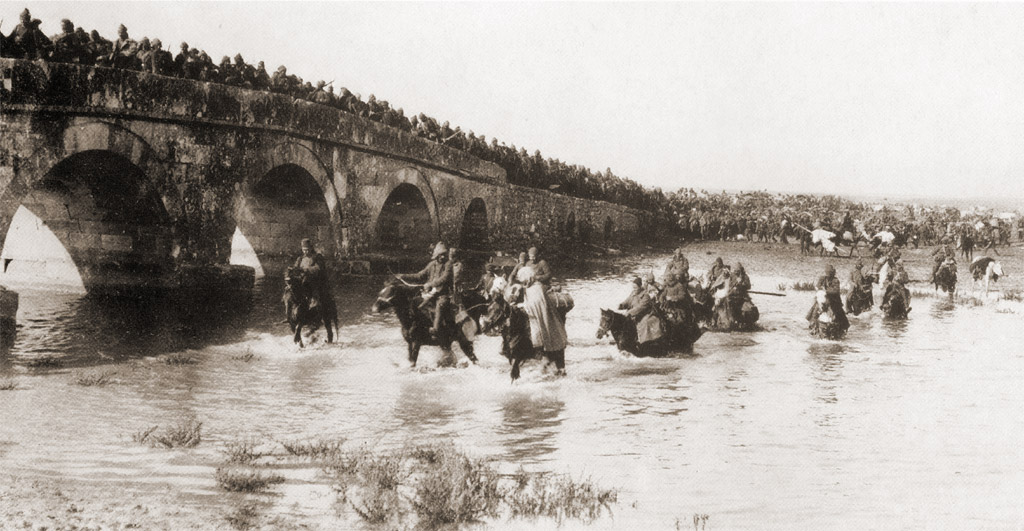
Retraite des ottomans.

Après la défaite à la Bataille de Kirk Kilissé la seconde armée bulgare assiège Adrinople ; les premières et troisième armées bulgares poursuivent celle des ottomans qui ont le temps de reconstituer une ligne de défense allant de Pınarhisar à Lule-Burgas. Le 28 octobre les troupes du général Dmitriev entrent en contact avec celles des ottomans à Lule-Burgas fortifiée. Les bulgares ne poursuivent pas l'armée en retraite.